# Tubarão-focinho-de-porco-zebra-do-norte
O tubarão-focinho-de-porco-zebra-do-norte (Heterodontus zebra) é uma espécie de tubarão-focinho-de-porco da família Heterodontidae, encontrada no Indo-Pacífico central, entre as latitudes 40°N e 20°S, do Japão e Coreia à Austrália. É tipicamente encontrado em profundidades relativamente rasas, até 50 m, mas ao largo da Austrália Ocidental, ocorre entre 150 e 200 m. Pode atingir um comprimento de 1,25 m. A reprodução desta espécie é ovípara.

## Descrição
O tubarão-focinho-de-porco-zebra-do-norte pertence à família dos tubarões-focinho-de-porco, Heterodontidae. Esta espécie é ocasionalmente chamada, em inglês, de zebra horn shark, striped bullhead shark, e zebra Port Jackson shark. Esses tubarões recebem seu nome devido à aparência de porco e touro, por causa dos ossos marrons pesados presentes acima de cada olho. O táxon do tubarão-focinho-de-porco-zebra-do-norte é pequeno, mas seu registro fóssil remonta ao início da era Mesozoica. Esta espécie foi inicialmente classificada no gênero Squalus, também conhecido como galhudos. Os galhudos são conhecidos por ser um tubarão que vive no fundo, semelhante à família dos tubarões-tubarão-focinho-de-porco.
Heterodontus zebra tem interesse mínimo para a pesca comercial e esportiva. No entanto, devido ao padrão de cores único e atraente, esses tubarões fazem parte do comércio de aquários em todo o mundo. São carnívoros e se alimentam de uma variedade de organismos, incluindo ouriços-do-mar e crustáceos. As presas de que se alimentam podem ser encontradas em recifes rochosos e florestas de algas, onde esses tubarões vivem. A faixa de habitat marinho desses organismos varia de 50 a 200 m. Esses tubarões têm poucos predadores naturais em seu habitat. No entanto, em casos raros, tubarões maiores e humanos podem representar uma ameaça.

## Aparência
O corpo do tubarão-focinho-de-porco-zebra-do-norte é esguio, ovalado e semelhante ao de uma raia. O focinho desses tubarões é curto e arredondado, sem a presença de dentes laterais. Os olhos são dorsolaterais na cabeça, com cristas acima dos olhos. A aparência externa do Heterodontus zebra inclui a presença de uma barbatana dorsal e uma barbatana anal. A barbatana dorsal possui um espinho. O comprimento da barbatana dorsal corresponde a cerca de 21 a 27% do comprimento total do organismo. A primeira barbatana dorsal é alta em tubarões juvenis, enquanto em adultos é moderadamente alta. A cor da superfície dorsal varia entre branco e creme, dependendo do tubarão. Há cinco grandes aberturas branquiais ligeiramente à frente das bases médias das barbatanas peitorais nas laterais da cabeça desses tubarões. Das cinco fendas branquiais, a primeira é a maior e está mais próxima da frente do corpo. A menor fenda branquial é a mais posterior. Além disso, esses organismos apresentam uma série de marcações verticais, de grandes a pequenas, do focinho à barbatana caudal, de cor marrom e preta. Dependendo do tamanho, H. zebra entre 64 e 122 cm possui cerca de 22 a 36 marcações marrons ou pretas. As barbatanas geralmente têm pontas pretas ou ápices de barbatanas dorsais brancos.

## Tamanho
O comprimento total máximo do Heterodontus zebra é de 122 cm, aproximadamente quatro pés. Os filhotes desta espécie têm pelo menos 15 cm ao nascer. Os machos amadurecem entre 64 e 84 cm, enquanto as fêmeas amadurecem aos 122 cm.

## História de vida
O sistema de reprodução do tubarão-focinho-de-porco-zebra-do-norte é ovíparo. A reprodução ovípara é o processo de produzir organismos por meio da eclosão ou postura de ovos pelos pais. Uma fêmea deposita dois ovos por vez durante a primavera até o final do verão, próximo à costa do Japão. O padrão sazonal típico de desova da fêmea é de seis a doze vezes durante uma única temporada de acasalamento. Os ovos são normalmente depositados em rochas ou campos de algas. Quando eclodem, os embriões se alimentam do vitelo e eclodem um ano após serem produzidos. O tamanho típico desses filhotes é de 18 cm. O processo de reprodução começa com um macho segurando a barbatana peitoral de uma fêmea. O macho insere um único clásper na cloaca da fêmea.

## Impacto humano
Os tubarões-focinho-de-porco-zebra-do-norte são caracterizados por um crescimento lento, o que dificulta sua criação em laboratório. Devido ao crescimento lento e à baixa taxa de reprodução, os humanos podem ter um impacto significativo. Esses organismos são importantes para os humanos de várias maneiras, incluindo o comércio de aquários, o estudo da ecologia marinha e o impacto que têm sobre outras espécies. Esforços de conservação foram implementados para limitar o impacto humano sobre os tubarões-focinho-de-porco-zebra-do-norte. Leis foram estabelecidas nas costas da Ásia para proteger esta espécie e seus parentes mais próximos. Embora o tubarão-focinho-de-porco-zebra-do-norte seja classificado como de "Pouco Preocupante" na Lista Vermelha da IUCN, há poucas informações disponíveis para compreender completamente o impacto humano sobre esses organismos.